# 并州 (前趙)
并州是五胡十六国中前赵、前秦、后秦的州。
前赵光初二年（319年），刘曜迁都长安，以雍州为司隶校尉，在河东郡（治所在安邑，今山西省运城市夏县西北）设置并州，治所在蒲坂（今山西省永济市蒲州镇蒲州故城）。河东郡下辖安邑县、垣县、大阳县、猗氏县、解县、蒲坂县、河北县，石勒灭刘曜，废除前赵并州。
前秦皇始元年（351年），再在蒲坂设立并州，下辖河东郡、平阳郡（治所在今山西省临汾市尧都区西南）、河内郡（治所在今河南省焦作市沁阳市）、汲郡（治所在今河南省新乡市卫辉市西南）、黎阳郡（治所在今河南省鹤壁市浚县东）。建元六年（370年），前秦灭前燕，并州移治晋阳，建元七年（371年），在蒲坂设立雍州，下辖河东郡、平阳郡。太初元年（386年），被西燕占领，雍州废除。
后秦在皇初三年（396年）夺得河东郡，在蒲坂设立雍州，下辖河东郡、平阳郡、河北郡（治所在今山西省运城市芮城县北）、泰平郡（治所在今山西省临汾市隰县龙泉镇）。永和二年（417年）东晋刘裕灭后秦，废除后秦并州。